# Charles de Hautbois
Charles de Hautbois  (né à Châtellerault  vers 1460 mort en  1513), est un ecclésiastique qui fut  évêque de Tournai de 1506 à 1513.

## Biographie
Charles de ou du Hautbois, issu d'une famille d'origine bretonne mais né à Châtellerault il est Conseiller au Parlement de Paris (1486), premier président de la Chambre des enquêtes de Paris (1499) et aussi Conseiller-clerc aux Grands Jours de Bretagne depuis 1495. Il reçoit l'abbaye de Saint-Amand en 1505. Après les décès de Louis de Pot et de Pierre Quieke,  il est nommé à l’évêché de Tournai en 1506 et consacré par le légat du Pape le cardinal Georges d'Amboise mettant fin ainsi au « Schisme de Tournai » et prend possession de son siège épiscopal le 26 juillet. En 1509 il réunit un synode auquel le chapitre de chanoines fait opposition. Il institue la messe du très Saint-sacrement chaque jeudi dans son église et résigne sa fonction en faveur de Louis Guillart en 1513. Il meurt peu après à Saint-Jean d'Angély.